# Sira (B.40) jezici
Sira (B.40) jezici, podskupina od (7) sjeverozapadnih bantu jezika u zoni B. Predstavnici su barama ili bavarama [bbg], 6.000 (1990 CMA), Gabon; bwisi ili ibwisi, [bwz], Kongo i Gabon, ukupno 4.250; lumbu ili ilumbu [lup], Gabon i Kongo, ukupno 22.720; punu ili ipunu [puu], Gabon i Kongo, ukupno 132.060; sangu ili isangu [snq], 20.900 (2000) Gabon; sira ili isira [swj], 39.400 (2000), Gabon; vumbu ili yivoumbou [vum], 2.460 (2000), Gabon.

## Vanjske poveznice
- Ethnologue (14th)
- Ethnologue (15th)